# Le Magnétiseur
Le Magnétiseur va ser un curtmetratge mut francès de Georges Méliès de 1897. Va ser venut per la Star Film Company de Méliès i té el número 129 als seus catàlegs.
La pel·lícula forma part d'un petit grup de "subjectes madurs" arriscats (és a dir, stag film que va fer Méliès en aquesta època; d'altres incloïen L'Indiscret aux bains de mer, En cabinet particulier, i Après le bal. Es considera que és una pel·lícula perduda.